# Bourbon Johanna francia királyné
Bourbon Johanna (franciául: Jeanne de Bourbon; Vincennes, Francia Királyság, 1338. február 3. – Párizs, Francia Királyság, 1378. február 6.), a Bourbon-házból származó francia hercegnő, aki V. Károly francia királlyal kötött házassága révén Franciaország királynéja 1364-től 1378-ban bekövetkezett haláláig.

## Származása
Johanna hercegnő 1338. február 3-án született a franciaországi Vincennes városában, a Capeting-ház oldalágának, a Bourbon-ház tagjaként. Apja I. Péter herceg, aki I. Lajos, Bourbon hercege és Hainaut-i Mária hercegné fia volt. Apai nagyapai dédszülei Robert de Clermont (IX. Szent Lajos francia király fia) és Beatrix, Bourbon úrnője (János charolais-i gróf leánya), míg apai nagyanyai dédszülei II. János hainaut-i gróf és Luxemburgi Filippa grófné (V. Henrik luxemburgi gróf leánya) voltak.
Édesanyja szintén a Capeting-ház egyik oldalágából, a Valois-házból származó Isabelle de Valois, Charles de Valois és Mahaut de Châtillon leánya volt. Anyai nagyapai dédszülei III. Merész Fülöp francia király és Aragóniai Izabella királyné (I. Hódító Jakab aragóniai király leánya), míg anyai nagyanyai dédszülei IV. Guy de Châtillon, Saint-Pol grófja és Marie de Bretagne (II. János bretagne-i herceg leánya) voltak. Szülei rokonságban álltak egymással, másod-unokatestvérek voltak.
Johanna volt szülei nyolc gyermeke közül a második, egyben a legidősebb leánygyermek. Felnőttkort megért testvére között olyan magas rangú személyek vannak, mint II. Lajos, Bourbon hercege; Blanka hercegnő, aki I. Péter kasztíliai király első felesége lett; és Bonne hercegnő, VI. Savoyai Amadé gróf hitvese is.

## Élete
Apja halálát követően bebizonyosodott, hogy a néhai herceg, akárcsak Johanna nagyapja és a lány bátyja is igen labilis idegzetű emberek voltak, így egy darabig úgy látszott, Johanna is örökölte ezt a fajta mentális, családi betegséget. (Hetedik gyermeke születése után tulajdonképpen idegösszeomlást kapott. Kilenc gyermeke közül a legidősebb, életben maradt fiánál, a későbbi VI. Károly francia királynál is jelentkeztek felnőttkorában a hasonló jellegű tünetek, ezért sokan egyszerűen csak elmebetegnek vélték a férfit.)
1350. április 8-án a 12 éves lány, Tain-l’Hermitage-ban nőül ment a vele egykorú, későbbi V. Károly francia királyhoz, II. János francia király és első felesége, Csehországi Bonne, eredeti nevén Jutta v. Judith királyi hercegnő (öccse, IV. Károly német-római császár néven lépett trónra, hat évvel Jutta halála után, 1349-ben) fiához (1364. április 8-án lépett trónra), akit összesen kilenc örökössel ajándékozott meg házasságuk 28 éve alatt:
- Johanna 1357 szeptemberében született és 1360 októberében meghalt.
- János (1359 – 1364)
- Bonne hercegkisasszony (1360 – 1360. december 7.)
- János, akit korán elhalt bátyja után neveztek el, 1366. június 7-én született és 1366. december 21-én halt meg.
- Károly, a későbbi VI. Károly francia király (1368. december 3 – 1422. október 22.)
- Mária (1370. február 27 – 1377 júniusa)
- Lajos, később Orléans hercege (élt: 1372. március 13 – 1407. november 23.)
- Izabella (1373. július 24 – 1377. február 13.)
- Katalin (1378. február 4 – 1388 novembere)

Johanna kilencedik gyermeke szülésébe halt bele 1378. február 6-án, 40 évesen, gyermekágyi láz következtében, Párizsban. Egy bizonyos Jean Froissart nevű francia, középkori történetíró szerint, az előrehaladott terhes asszonynak orvosai már azt is megtiltották, hogy vegyen egy fürdőt, mivel az szerintük túl veszélyes lett volna mind az anya, mind pedig a magzat számára, ám Johanna nem vette figyelembe tanácsaikat, s hamarosan megkezdődött nála a vajúdás, melyet férje nagy izgalommal követett nyomon, s habár az újszülött kislány életben maradt, a férfit teljesen letaglózta hitvese 2 nappal későbbi elvesztése. Környezete szerint V. Károly ezt követően már nem volt a régi.
Johanna szívét a cordelier-i kolostorban temették el, testét pedig a párizsi Celestines templomban helyezték végső nyugalomra. Földi maradványai jelenleg a Szent-Denis Bazilikában pihennek. Özvegye, Károly 1380. szeptember 16-án, 42 éves korában hunyt el, Beauté-sur-Marneban. Felesége halála után többé nem nősült újra. A trónon fia, Károly követte őt, VI. Károly néven. V. Károlynak állítólag volt egy házasságon kívül született fia is, egy bizonyos Jean de Montaigu, aki valamikor az 1360-as években születhetett, egyetlen ismert szeretőjétől, Biette de Casinel olasz kisasszonytól, aki állítólag az első, hivatalos királyi ágyasként lett ismert a francia történelemben.